# Fantasie c-Moll KV 396 (385f)
Die Fantasie c-Moll KV 396 (385f) in c-Moll ist das Fragment einer Violinsonate Mozarts, datiert aus dem Jahr 1782.
Möglicherweise gehörte das Fragment zu einer von Mozart geplanten Sammlung von Violinsonaten für seine Frau Constanze. Das Stück weist Bezüge zur in diesem Jahr verstärkten Beschäftigung Mozarts mit Johann Sebastian Bach auf. Die toccatenhaften Elemente dürfte Mozart entweder bei Bach oder in den Werken von dessen Sohn Carl Philipp Emanuel kennengelernt haben.